# 三浦莉奈
三浦 莉奈（みうら りな、1994年5月9日 - ）は、東京都出身の新体操選手。ロンドンオリンピック（2012）代表（新体操団体）。藤村女子高等学校/ウーマンズ新体操クラブ。

## 経歴
5歳から新体操を始める。2009年12月フェアリージャパンオーディションに合格、新体操日本ナショナル選抜団体チーム入り。2011年世界新体操選手権代表（団体）。2012年ロンドンオリンピック代表（新体操団体）。

## 主な試合結果
- 2009年 第40回全国中学校新体操選手権大会個人総合5位
- 2009年 第9回全日本新体操クラブ団体選手権大会ジュニア団体4位（ウーマンズ新体操クラブ）
- 2009年 第27回全日本ジュニア新体操選手権大会個人総合9位

新体操日本ナショナル選抜団体チームとして
- 2010年 エストニア新体操国際(Miss Valentine) 団体総合3位
- 2011年 エストニア新体操国際(Miss Valentine) 種目別決勝リボンフープ3位。
- 2011年 モスクワグランプリ新体操国際 団体総合3位 種目別決勝 リボンフープ2位
- 2011年 Ｗ杯イタリア新体操国際 団体総合8位
- 2011年 ティエグランプリ新体操国際 団体総合7位 種目別決勝ボール5位
- 2012年 モスクワグランプリ新体操国際 団体総合2位 種目別決勝ボール2位 リボンフープ2位